# Leseratte

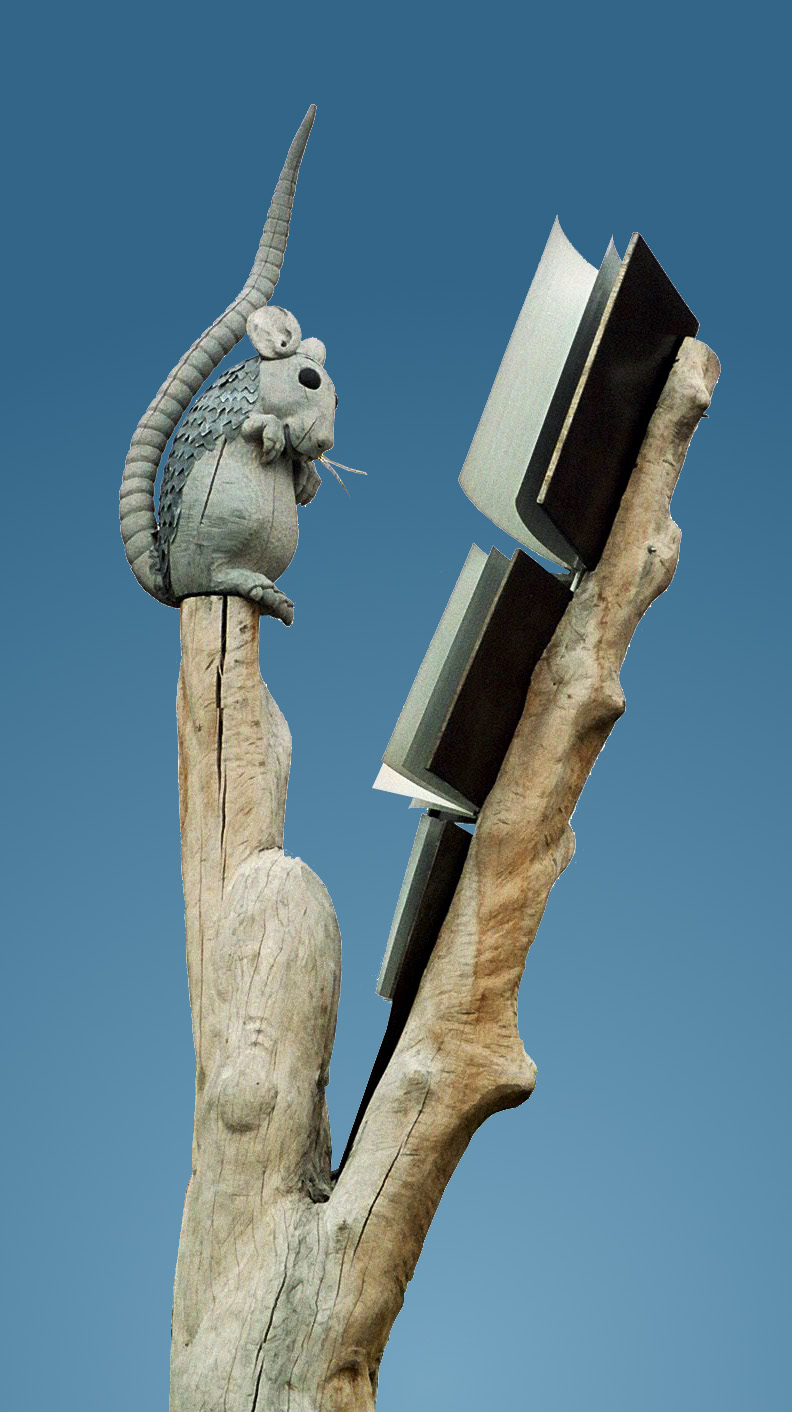
Skulptur einer „Leseratte“ in Neumarkt in Steiermark

Der Begriff Leseratte bezieht sich in der Umgangssprache auf Personen, die gern und viel lesen; Synonyme sind etwa „Bücherwurm“ oder „Büchernarr“. Der Begriff ist seit dem späten 19. Jahrhundert belegt. 
Es kann eine leicht negative Konnotation haben, ausgelöst durch den Wortbestandteil „Ratte“. Man kann damit Gier assoziieren, mit der eine Leseratte verschiedenste Literatur verschlingt.
In den 1920er-Jahren war der Begriff in der studentischen Sprache auch Bezeichnung für Dozenten, die nicht frei vortrugen, sondern ihre Vorlesung nur aus einem Manuskript vorlasen.
Ähnliche Komposita mit dem Determinatum „Ratte“ sind „Ballettratte“, „Spielratte“, „Landratte“ und „Wasserratte“. Gemein ist ihnen mit „Bücherratte“, dass sie in der Gegenwartssprache neutral bis positiv besetzt sind, obwohl die auf Menschen bezogene Tierbezeichnung „Ratte“ alleinstehend als Schimpfwort gilt.